# Гоше II де Шатильон
Гоше II де Шатильон (фр. Gaucher II de Châtillon), известный также как Гоше де Монже (фр. Gaucher de Montjay; убит в январе 1148) — сеньор Шатильона, Монже, Труасси, Креси и Отреша с 1130 года. Убит в начале 1148 года сельджуками; по одним данным это произошло 19 января под Лаодицеей, по другим — 6 января в битве на горе Кадмус.

## Биография
Сын Генриха I де Шатильона и Эрменгарды де Монже.
Наследовал отцу в 1130 году. Укрепил замок Монже, доставшийся Анри де Шатильону в 1122 году от тестя, Обри (Пайена) де Монже. Оттуда люди Гоше II де Шатильона (Гоше де Монже) совершали набеги на соседние земли. «Надутый дьявольской гордостью» (superbia diaboli inflatus) — так говорит о нём хроника «Recueil des historiens des Gaules et de la France». В ответ на непослушание король Людовик VII в 1142 году захватил замок Монже и по его приказу укрепления были срыты, оставлена только башня.
Позже Гоше II де Шатильон помирился с королём и в 1147 году вместе с ним отправился в крестовый поход. Убит в начале 1148 года сельджуками; по одним данным это произошло 19 января под Лаодицеей, по другим — 6 января в битве на горе Кадмус.
Жена — Ада де Руси (1117—1172), дочь графа Гуго де Руси от его первой жены. Дети:
- Ги II (ум. 1170) — сеньор Шатильона, Туасси, Монже и Креси.
- Гоше (ум. до 1190) — сеньор Нантёй-ла-Фосс (по правам жены) и Отреша.